# Ruta 27 (Costa Rica)
La Ruta Nacional 27, conocida más popularmente como la Carretera San José - Caldera es una ruta primaria intermontana de 77 kilómetros de extensión. Está ubicada entre San José (capital de Costa Rica) y Caldera, principal puerto comercial del país en el océano Pacífico.
El diseño actual de la carretera a Caldera existe desde 1978. Por razones presupuestarias y políticas, así como por malas decisiones administrativas, se habilitó hasta 32 años después, en varias etapas constructivas desde 2005.

## Historia
En 1973, la administración de José Figueres decidió reubicar el principal puerto del Pacífico desde Puntarenas  hacia la bahía de Caldera, con lo que resultaba evidente que con una nueva carretera conectando Ciudad Colón con Orotina, el nuevo puerto estaría a solo 80 km de San José, apenas una hora. 
A mediados de los 70s, se estudió un trazado preliminar por la margen izquierda (sur) del río Virilla (recorriendo poblaciones como El Rodeo, Piedras Negras y San Pablo de Turrubares) que parecía el más económico, al pasar por tierras incultas de bajo costo. Pero con el tiempo se adoptó la ruta por la margen derecha (La Guácima, Turrúcares, Concepción), por terrenos más costosos y de difícil adquisición, como se vino a comprobar con los años. 
La crisis de deuda externa a principios de los 80 impidió mayores avances. No obstante, en 1986 en el primer gobierno de Óscar Arias (1986-1990), se obtuvo $40 millones del BID para construir la nueva vía, aunque pasaron los años de esa administración sin que se utilizara el préstamo. Igual ocurrió durante el cuatrienio de Rafael Ángel Calderón (1990-1994). Se desperdició la oportunidad de aprovechar esos recursos que el BID retiró al vencer el plazo de haberlos utilizado. El país pagó inútilmente $3 millones en comisión de compromiso. 
A fines de los 90, sin financiamiento disponible, se consideró licitarla por concesión, pero faltaba adquirir más de la mitad del derecho de vía, lo que se entrabó por acción de revendedores asociados a peritos valuadores y a dueños codiciosos que inflaban el valor de las propiedades. Aunque fueron denunciados ante el Ministerio Público en 1997, este consideró que tal abuso no está tipificado como delito en el Código Penal. En total, demoró alrededor de 20 años adquirir los terrenos para esta obra de interés público. Varios puentes mayores se licitaron en 1997 con $25 millones prestados por Venezuela. Se terminaron e inauguraron en la administración de Miguel Ángel Rodríguez (1998-2002), y también se inauguró y bautizó la carretera, que aun no existía. 
La administración de Abel Pacheco (2002-2006) licitó el proyecto por concesión en 2004, con tan mala suerte que solo hubo una oferta, de la empresa argentina José Cartellone, que pronto quebró. Se trató de interesar a la empresa Lavalin de Canadá, pero al año se retiró alegando que aún no se disponía del derecho de vía. Al llegar la segunda administración de Óscar Arias (2006-2010), se negoció directamente la concesión con la empresa española Autopistas del Valle, adjudicataria de la carretera San José-San Ramón desde 2005, pero esta no logró un financiamiento inmediato.
Finalmente, fue contratado un consorcio hermano de Autopistas del Valle, llamado Autopistas del Sol, para construir Ciudad Colón-Orotina y además mejorar La Sabana-Ciudad Colón y Orotina-Caldera, ya construidos, lo que elevó el costo a $120 millones. La empresa alegó que la carretera costaría 3 veces más ($370 millones) de lo presupuestado. La infraestructura vial se logró finalizar en su mayor parte hasta casi 5 años después de iniciados, sin que se penalizara el atraso. De igual forma, se utilizaron los mismos diseños de carretera de más de 30 años atrás, ya obsoletos para entonces, debido a que cambiarlos implicaba un mayor presupuesto en trabajos y expropiaciones.
El cobro de peaje a cargo de la concesionaria se inició prematuramente, con la vía sin terminar. El monto a pagar y la ubicación de las casetas de cobro han sido bastante cuestionados por su elevado costo. Además, la concesionaria logró que el contrato incluyera una garantía de "ingreso mínimo anual", de modo que si lo recaudado por peaje no alcanzara la suma prevista, el gobierno tendrá que pagarle la diferencia. 
Con tales polémicas y sin haberse concluido en su totalidad, la carretera se inauguró oficialmente el 27 de enero del 2010, con un periodo intenso y continuo de construcción desde el 9 de enero del 2008. Algunas radiales de acceso y varias obras aledañas previstas quedaron inconclusas, hasta la fecha.
Desde entonces, la carretera fue entregada a Autopistas del Sol con un contrato de concesión de obras públicas (Ley 7762 de Costa Rica) para su mantenimiento, por un extenso plazo de 25 años. En conjunto con la Constructora San José-Caldera, la concesionaria diseñó planes para terminar antes de lo previsto, tales como desvíos en la circulación normal de los vehículos y laborar fines de semana, feriados y jornadas continuas. Sin embargo, en marzo de 2014 Autopistas del Sol vendió la mayoría de sus acciones a la empresa española Globalvía Infraestructuras S.A.,  con lo que esta última asumió el control de la concesión.
Para llevar a cabo la obra se pusieron en práctica tecnologías como la hidrodemolición, el rubblizing, el uso de fibra de carbono y la fabricación y extendido de asfaltos. En promedio, el viaje a Caldera se puede realizar en poco más de una hora (dependiendo de la cantidad de tránsito), cuando por la vía existente se tarda hasta dos horas.
En la actualidad, es la principal ruta de salida hacia el litoral Pacífico costarricense, al estar entrelazada con la Carretera Pacífica Fernández Oreamuno (Ruta 34, Costanera Sur), que recorre el Pacífico Central y Sur del país.

## Características
El proyecto está constituido por tres secciones:
- San José – Ciudad Colón (sección denominada Próspero Fernández) 14,2 kilómetros: Se construyó durante la segunda mitad de los años 70. La remodelación de este tramo dio inicio en mayo del 2008, finalizando un año después en mayo del 2009. Este trayecto implicó el mejoramiento de la vía original, en los cuatro carriles existentes (dos por cada sentido) y la ampliación a seis en el tramo comprendido entre los intercambios de Circunvalación y el centro comercial Multiplaza.
- Ciudad Colón - Orotina (sección denominada José María Castro Madriz)[6] 38,8 kilómetros: Es el sector más extenso y complejo de terminar. Posee un trayecto mayoritariamente a dos carriles, con uno adicional para el ascenso en sectores montañosos. El inicio de las obras correspondientes a esta sección se dio en septiembre del año 2008 y su apertura se dio en el mes de mayo de 2009, abarcando el total del recorrido del tramo existente se mantuvo a dos carriles, uno por cada sentido. Esta sección tiene problemas de estabilización en los taludes que comúnmente producen derrumbes que obligan al cierre temporal de la vía.
- Orotina - Caldera (sección denominada José María Castro Madriz)[6] 23,8 kilómetros: Este sector cuenta con 1 carril por sentido y 2 carriles por sentido en pasos a desnivel. Fue el primer trayecto en ser finalizado, incluso años antes que el resto de la obra.

### Radiales
Cuenta con 6 radiales importantes:
- Colón	4.35 km Ruta 22
- El Coyol: 3.85 km.
- Turrúcares: 0.29 km.
- Atenas: 3.40 km. Ruta 134
- Escobal: 0.34 km.
- San Mateo: 3.00 km Ruta 3

### Peajes
Para financiar su mantenimiento y vigilancia, Autopistas del Sol instaló 4 estaciones de peaje en puntos estratégicos, los cuales tienen montos muy variables: Escazú, San Rafael (Coyol), Balsa de Atenas y Pozón de Orotina.

## Costos
El costo para finalizar la carretera se estimó en $144 millones. Fueron necesarios más de 7 millones de litros de asfalto, y 480.000 toneladas de pavimentos para concluir la carretera que comunica la capital con el Océano Pacífico.
El costo total ascendió a $250 millones financiados por la concesionaria, el Gobierno de Costa Rica y un préstamo del Banco Interamericano de Desarrollo (BID).

## Recorrido
La ruta empieza en la estatua León Cortes sobre la Calle 42, y continúa hacia Ciudad Colón en un trayecto de 4 carriles hasta el intercambio de Circunvalación donde es un trayecto de 6 carriles, que se mantiene hasta después de Multiplaza Escazú que vuele a 4 carriles hasta Ciudad Colón. Posteriormente en Ciudad Colón, se reduce fundamentalmente a 2 carriles. De esa forma recorre algunas pequeñas comunidades como San Rafael de Alajuela, La Guácima, Siquiares, Turrúcares, Cebadilla, Concepción de Atenas, Pan de Azúcar, Balsa, Escobal, Dantas, Hacienda Vieja y Orotina. Enlaza con la carretera Costanera (Ruta 34) a la altura de Pozón de Orotina, antes de finalizar en Caldera, Puntarenas. En ese punto continúa la Ruta 23 en dirección al poblado de Barranca. 
El trazado, aunque tiene sectores montañosos a la altura de Atenas y Orotina, en la cuenca media del río Grande de Tárcoles, presenta un relieve mucho más plano que sus rutas alternas Ruta 1 y Ruta 3
Comparada con la ruta por el Monte del Aguacate, esta vía tiene 13 km menos, y con la ruta por Cambronero son 15 km menos, lo que acortó en buena medida los tiempos de viaje.
En tiempos de vacaciones de fin y mediado de año, la carretera cambia su sentido solo hacia San José desde Pozón de Orotina aplicado los domingos de 2:00 p. m. a 7:00 p. m. con el fin de que los vacacionistas tengan un tránsito más fluido. Esto debido a que el flujo que convenge en la carretera en tiempo de vacaciones supera en mucho la capacidad de la vía a la que fue diseñada hace 30 años.

### Cantones y distritos que atraviesa
En la provincia de San José, la ruta atraviesa el cantón de San José (los distritos de Hospital, Mata Redonda), el cantón de Escazú (el distrito de San Rafael), el cantón de Santa Ana (los distritos de Pozos, Uruca, Piedades, Brasil).
En la provincia de Alajuela, la ruta atraviesa el cantón de Alajuela (los distritos de San Rafael, Guácima, San Antonio, Turrúcares), el cantón de Atenas (los distritos de Concepción, Escobal, Jesús), el cantón de Orotina (los distritos de Orotina, El Mastate, Hacienda Vieja, Coyolar, La Ceiba).
En la provincia de Puntarenas, la ruta atraviesa el cantón de Esparza (el distrito de Caldera).

## Polémicas
La construcción de la carretera esta cuestionada desde el inicio de la misma. Se han presentado fallas en los taludes que se conformaron en cortes a 90° presentando inestabilidad de los mismos provocando derrumbes en los kilómetros 48 y 49. Además, su inauguración fue cuestionada debido a que se abrió al público sin ser terminada y con obras que en la actualidad no se han iniciado ni entregado. Dichos deslizamientos han afectado el derecho de vía del Ferrocarril al Pacífico y se ha traído abajo parte de la línea férrea y comprometiendo la estabilidad de la misma. Además tiene fallas en la gestión ambiental debido a la fractura del manto acuífero de Barva que abastece de agua potable al Oeste del Área Metropolitana de San José y provincia de Heredia.
El costo del peaje y el tiempo de concesión de la vía se ha cuestionado debido incongruencias al contrato y el poco control que ha ejercido el estado costarricense en los ingresos de peajes y la cantidad de vehículos que utilizan la vía. Los habitantes de los cantones de Santa Ana, Mora y Puriscal han mostrado su inconformidad debido al costo del peaje en las estaciones de Escazú y Ciudad Colón, ya que la concesionaria cobra por una obra que el estado costarricense construyó y no se amplió la carretera hacia el crecimiento de la flota vehicular futura.